# Lamborghini Murciélago
A  Lamborghini Murciélago az olasz Automobili Lamborghini autógyár egyik sportautó-modelljének neve. 2001 és 2010 között gyártották. A maga idejében ez a modell a cég zászlóshajója volt.

## A név eredete
1962-ben alapította meg Ferruccio Lamborghini az Automobili Lamborghinit, amely márkajelének Murciélagót, a legendás bikát választotta, aki 1879-ben egy bikaviadalon 24 kardszúrást élt túl, és az erő egyik szimbóluma lett.

## Története
2001-ben mutatták be, mint a Lamborghini Diablo nevű modell utódját.

## Galéria

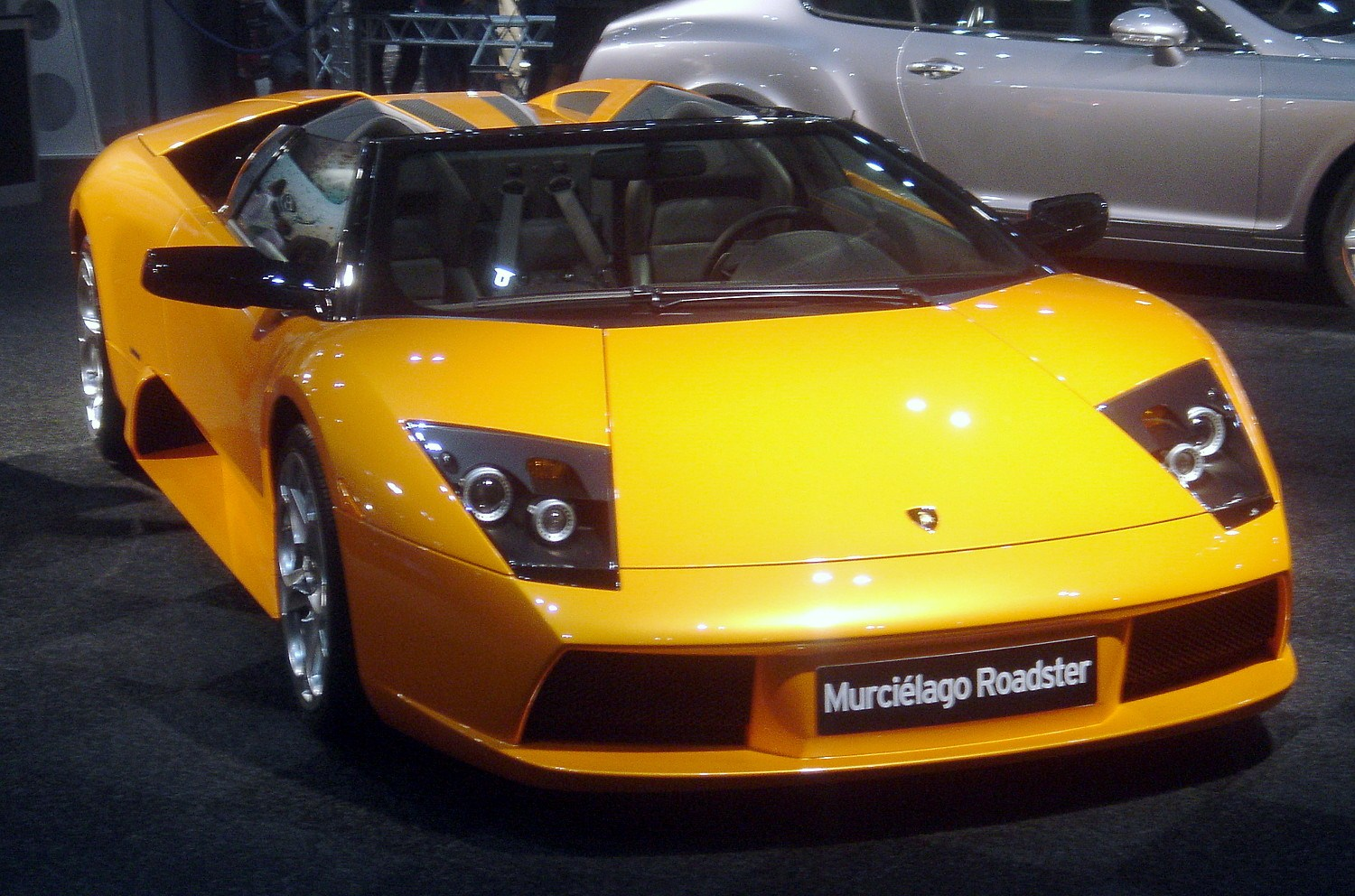
Lamborgihini Murciélago Roadster, 2005
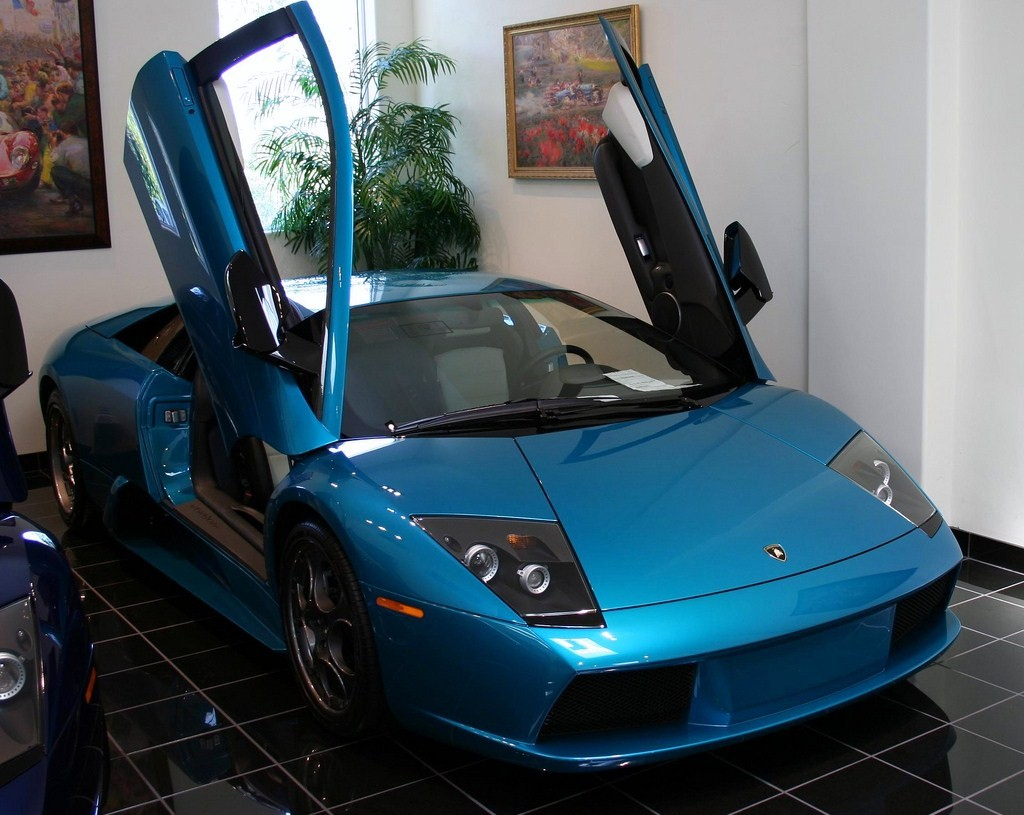
Lamborghini Murcielago, 40. évfordulós kiadás